# Darwin Ríos
Darwin Ríos Pinto (Okinawa I, Santa Cruz, 25 de abril de 1991) es un futbolista boliviano. Juega como delantero en Libertad Gran Mamoré de la Primera División de Bolivia.

## Trayectoria
El joven jugador, Darwin Ríos, empezó su carrera en Guabirá, club en el que mostró un gran talento en los pocos partidos que ha jugado en la máxima categoría, siendo válido destacar que por el Torneo Apertura 2011 marcó un Hat-trick en el partido que su equipo venció a Blooming por 3 a 1. Durante el Campeonato Sudamericano Sub-20 de 2011, se convirtió en el artillero de su selección al marcar 3 goles, incluido un notable gol en el empate a 1 entre Bolivia y Brasil. A inicios del 2012, viaja a Moldavia para integrarse a su nuevo equipo: FC Sheriff Tiraspol. Luego, vuelve a Bolivia para jugar a préstamo en el Blooming de Santa Cruz de la Sierra, el pase pertenece al FC Sheriff.

## Clubes
| Club                    | País     | Año               |
| ----------------------- | -------- | ----------------- |
| Guabirá                 | Bolivia  | 2009 - 2011       |
| FC Sheriff Tiraspol     | Moldavia | 2012              |
| Blooming                | Bolivia  | 2012              |
| Guabirá                 | Bolivia  | 2013 - 2016       |
| Royal Pari              | Bolivia  | 2017 - 2018       |
| Petrolero               | Bolivia  | 2019              |
| Aurora                  | Bolivia  | 2019 - 2021       |
| Real Santa Cruz         | Bolivia  | 2022              |
| Ciudad Nueva Santa Cruz | Bolivia  | 2022              |
| Libertad Gran Mamoré    | Bolivia  | 2023 - Actualidad |

## Palmarés
| Título                        | Club                | País     | Año  |
| ----------------------------- | ------------------- | -------- | ---- |
| División Nacional de Moldavia | FC Sheriff Tiraspol | Moldavia | 2012 |
| Segunda división de Bolivia   | Royal Pari          | Bolivia  | 2017 |